# المعينية (الحيمة الخارجية)

تعديل مصدري - تعديل

المعينية هي إحدى قرى عزلة جحالة بمديرية الحيمة الخارجية التابعة لمحافظة صنعاء، بلغ تعداد سكانها 459 نسمة حسب تعداد اليمن لعام 2004.